# Elecciones al Congreso de los Diputados de abril de 2019 (Lérida)
Las elecciones al Congreso de los Diputados de 2019 se celebraron en la provincia de Lérida el domingo 28 de abril, como parte de las elecciones generales convocadas por Real Decreto dispuesto el 4 de marzo de 2019 y publicado en el Boletín Oficial del Estado el día siguiente. Se eligieron los 4 diputados del Congreso correspondientes a la circunscripción electoral de Lérida, mediante un sistema proporcional (método d'Hondt) con listas cerradas y un umbral electoral del 3%.

## Resultados
Los comicios depararon 2 escaños a Esquerra Republicana de Catalunya-Sobiranistes, y 1 a Junts per Catalunya-Junts, y 1 al Partido de los Socialistas de Cataluña
| Candidatura                                                         | Candidatura                                                         | Votos   | %                                        | Escaños                                  |
| ------------------------------------------------------------------- | ------------------------------------------------------------------- | ------- | ---------------------------------------- | ---------------------------------------- |
|                                                                     | Esquerra Republicana de Catalunya-Sobiranistes (ERC-Sobiranistes)   | 75 288  | 33,57                                    | 2                                        |
|                                                                     | Junts per Catalunya-Junts (JxCAT-Junts)                             | 46 499  | 20,73                                    | 1                                        |
|                                                                     | Partido de los Socialistas de Cataluña (PSC-PSOE)                   | 37 415  | 16,68                                    | 1                                        |
|                                                                     |                                                                     |         |                                          |                                          |
| Ciudadanos-Partido de la Ciudadanía (Cs)                            | Ciudadanos-Partido de la Ciudadanía (Cs)                            | 19 022  | 8,48                                     | 0                                        |
| En Comú Podem-Guanyem el Canvi (En Comú Podem-GeC)                  | En Comú Podem-Guanyem el Canvi (En Comú Podem-GeC)                  | 18 603  | 8,29                                     | 0                                        |
| Partido Popular (PP)                                                | Partido Popular (PP)                                                | 11 103  | 4,75                                     | 0                                        |
| Poble Lliure-Som Alternativa-Pirates de Catalunya (Front Republicà) | Poble Lliure-Som Alternativa-Pirates de Catalunya (Front Republicà) | 6156    | 2,74                                     | 0                                        |
| Vox (Vox)                                                           | Vox (Vox)                                                           | 5971    | 2,66                                     | 0                                        |
| Partido Animalista Contra el Maltrato Animal (PACMA)                | Partido Animalista Contra el Maltrato Animal (PACMA)                | 2066    | 0,92                                     | 0                                        |
| Partido Comunista del Pueblo de Cataluña (PCPC)                     | Partido Comunista del Pueblo de Cataluña (PCPC)                     | 205     | 0,09                                     | 0                                        |
| Recortes Cero-Grupo Verde (Recortes Cero-GV)                        | Recortes Cero-Grupo Verde (Recortes Cero-GV)                        | 199     | 0,09                                     | 0                                        |
| Izquierda en Positivo (IZQP)                                        | Izquierda en Positivo (IZQP)                                        | 137     | 0,06                                     | 0                                        |
| Por un Mundo Más Justo (PUM+J)                                      | Por un Mundo Más Justo (PUM+J)                                      | 136     | 0,06                                     | 0                                        |
| Votos válidos                                                       | Votos válidos                                                       | 222 800 | 100,00                                   | 4                                        |
| Votos nulos                                                         | Votos nulos                                                         | 1384    | Participación: · \| \| 75,76 % \| 14,47% | Participación: · \| \| 75,76 % \| 14,47% |
| Votantes                                                            | Votantes                                                            | 225 659 | Participación: · \| \| 75,76 % \| 14,47% | Participación: · \| \| 75,76 % \| 14,47% |
| Electores                                                           | Electores                                                           | 297 853 | Participación: · \| \| 75,76 % \| 14,47% | Participación: · \| \| 75,76 % \| 14,47% |
|                                                                     | 75,76 %                                                             |         |                                          |                                          |

## Diputados electos
Relación de diputados electos:
| N.º | Nombre                         | Lista | Lista            |
| --- | ------------------------------ | ----- | ---------------- |
| 1   | Francesc Xavier Eritja i Ciuró |       | ERC-Sobiranistes |
| 2   | Jordi Turull i Negre           |       | Junts            |
| 3   | Inés Granollers i Cunillera    |       | ERC-Sobiranistes |
| 4   | Montserrat Mínguez García      |       | PSC-PSOE         |